# المجلة الدولية لعلوم الطيور
المجلة الدولية لِعلوم الطُّيور (بالإنجليزية: Ibis)‏؛ هي الدَّوريَّة العلميَّة الخاضعة لِمُراجعة الأقران لِاتِّحاد عُلماء الطيور البريطانيين. أُُسِّست عام 1859. تظم المواضيع التي تتناولها المجلَّة: علم وحماية البيئة والسلوك وعلم المُستحثَّات وتصنيف الطُّيور. رئيس التَّحرير هو «دومينيك ج.م» (جامعة غلاسكو).